# Doubravice (Hradec Králové)
Doubravice é uma comuna checa localizada na região de Hradec Králové, distrito de Trutnov‎.